# Alchemilla equisetiformis
Alchemilla equisetiformis é uma espécie de rosácea do gênero Alchemilla, pertencente à família Rosaceae.